# Fortaleza de Blagaj

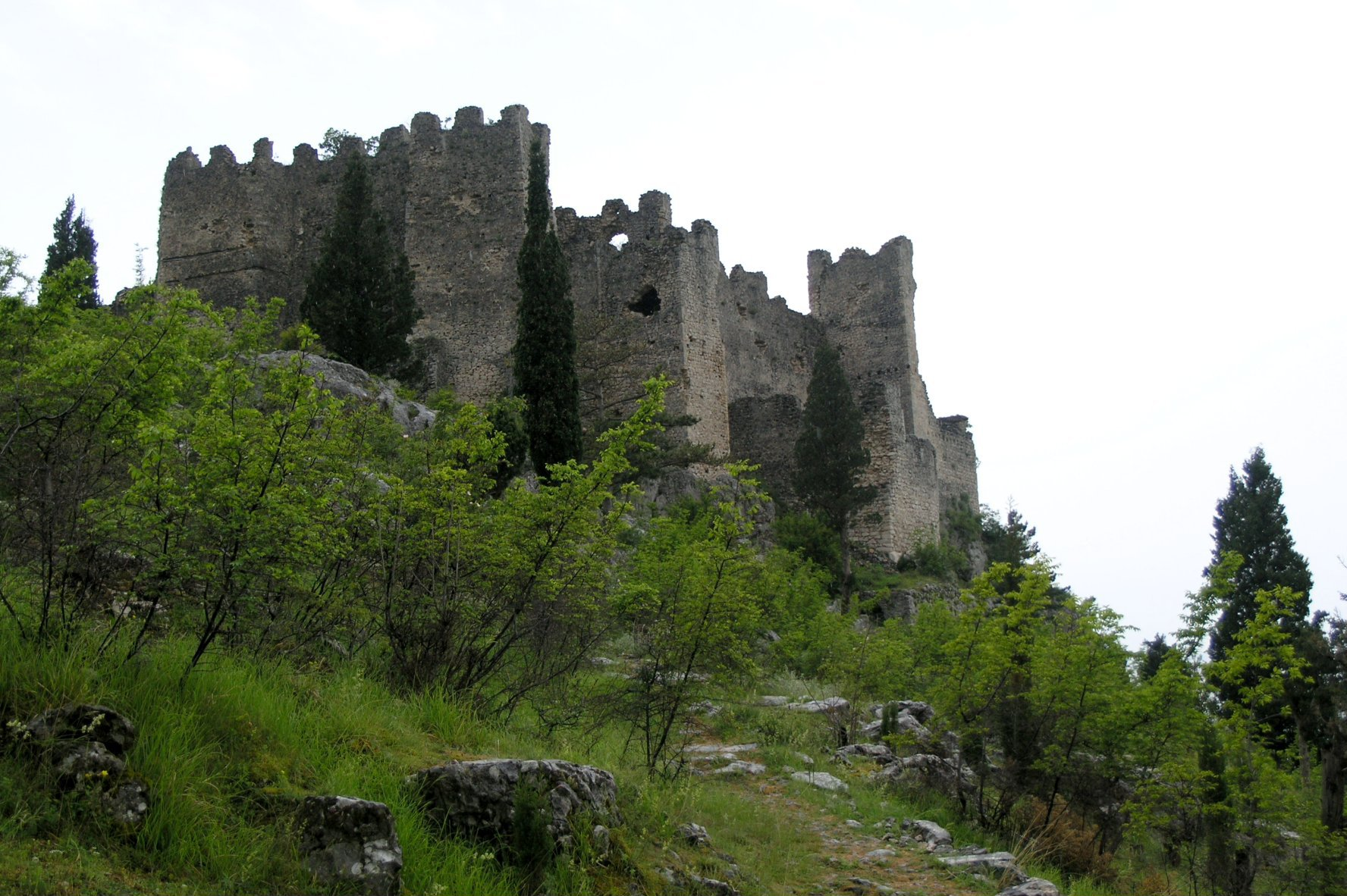
Fortaleza de Blagaj

A Fortaleza de Blagaj (localmente conhecida como Stjepan grad ) é um complexo cidade-fortaleza perto de Blagaj,  na Bósnia e Herzegovina. A antiga Fortaleza de Blagaj foi construída em uma alta, e inacessível colina, a uma altitude de 310 m acima do nível do mar e 266 m acima do rio Buna.

## História
O material arqueológico espalhados nas encostas do morro Blagaj indicam que existiram assentamentos aqui durante os períodos pré-histórico e  romano. Restos de fortificações foram descobertas em cada um dos pontos mais altos do monte. No lado norte-oriental, existem os restos de uma antiga fortificação ou posto de observação romano, conhecido como Mala gradina, enquanto o lado sul-ocidental contém os restos de um forte Otomano ou do período medieval. 
É possível que este complexo consistiu de duas partes no início da Idade Média - o antigo forte e a Mala gradina, e que esta situação dupla durou pelo menos até meados do século décimo. A primeira fonte indireta, por escrito, sobre os fortes é o "Treatise on Peoples" do escritor e imperador bizantino Constantino VII, datado entre 948 e 952, em que dois fortes são referidos com Bona e Hum.
Os otomanos ocuparam Blagaj em 1465, e em 1473 havia referências ao forte de Blagaj. Os otomanos repararam o forte duas vezes: em 1699, quando a torre oeste foi reparada, e novamente em 1827. Uma guarnição foi postada lá até 1835, apesar de antigo papel estratégico da fortaleza há muito havia sido tomada por Mostar.